# Ayoub Amraoui
Ayoub Amraoui (arabisch أيوب عمراوي, DMG Ayyūb ʿAmrāwī; * 14. Mai 2004 in La Seyne-sur-Mer) ist ein marokkanisch-französischer Fußballspieler, der aktuell beim OGC Nizza in der Ligue 1 unter Vertrag steht und in der Saison 2024/25 an den Zweitligisten FC Martigues ausgeliehen ist.

## Karriere

### Verein
Amraoui begann seine fußballerische Karriere bei der US Ollioules, ehe er zu Racing Toulohn wechselte. Anschließend spielte er bis Sommer 2019 beim SC Air Bel und wechselte dann in die Jugendakademie des OGC Nizza. Im Juni 2021 unterschrieb er bei den Südfranzosen einen bis 2024 laufenden Profivertrag. In der Saison 2021/22 kam er dort bereits zu 25 Einsätzen für die zweite Mannschaft, wobei er zweimal traf. Am 26. Februar 2023 (25. Spieltag) stand er gegen die AS Monaco bei einem 3:0-Sieg das erste Mal in der Ligue 1 auf dem Platz und spielte direkt über 90 Minuten. Zwei Wochen später stand er gegen Sheriff Tiraspol in der Conference League ebenfalls in der Startelf und schoss bei seinem ersten internationalen Auftritt das Siegtor zum 1:0-Sieg und erzielte somit seinen ersten Treffer überhaupt im Profigeschäft.
Zur Saison 2024/25 wurde Amraoui an den FC Martigues verliehen.

### Nationalmannschaft
Ende März 2022 kam Amraoui zu einem Auftritt für das marokkanische U20-Nationalteam. Für die Länderspiele genau ein Jahr später wurde er das erste Mal in die marokkanische A-Nationalmannschaft berufen, wurde jedoch nicht eingesetzt.